# منتجعات أمان
فنادق ومنتجعات أمان، هي العلامة التجارية العالمية الرائدة في مجال الضيافة والسياحة الفاخرة، فقد أعلنت الهيئة الملكية لمحافظة العلا عن توقيعها اتفاقية شراكة جديدة مع مجموعة لتطوير ثلاثة منتجعات فندقية في محافظة العلا. يأتي ذلك في إطار جهود الهيئة الإستراتيجية لتطوير محافظة العلا إلى وجهة تراثية وثقافية وسياحية عالمية استثنائية.
ستقوم مجموعة «أمان» بتطوير ثلاثة منتجعات فندقية فاخرة بتصاميم معمارية متميزة، بما في ذلك مخيم فندقي فاخر، ومنتجع بالقرب من المواقع التراثية المذهلة في العلا، ومنتجع ثالث على غرار منتجعات المزارع الريفية. حيث تم تحديد الجدول الزمني للتطوير والتشغيل لإستقبال الضيوف في عام 2023.

## الموقع
ستقيم «أمان» منتجعها الأول في العلا وفقًا لمفهوم المنتجعات الصحية، والذي سيضم 30 وحدة فندقية فاخرة. وسيتم تطوير هذا المنتجع في وادٍ جبلي هادئ ومنعزل، على مقربة من العديد من المواقع التراثية والثقافية الرئيسية في العلا.

صورة من منتجعات أمان

كما تم اختيار موقعًا يعكس لوحة طبيعية نادرة لجمال الطبيعة الساحر في العلا لإقامة المنتجع الثاني، بما يعزز التزام «أمان» العالمي بتقديم تجارب إستثنائية في مواقع مذهلة. وسيتم إقامة المنتجع الثالث ليضم مفهوم المزارع الريفية، بإطلالات بانورامية أخّاذة.

## القصة
تبدأ القصة على بعد 700 كيلومتر من شنغهاي في ريف فوتشو. تعتبر مدينة فوتشو قلبًا ثقافيًا في مقاطعة جيانغشي بشرق الصين، وتتميز بغابات الكافور والقرى التاريخية. عندما تمت الموافقة على خطط لخزان تمس الحاجة إليه في عام 2002، بدا أن مصير بقايا الصين القديمة قد حُدد. كانت المساعدة في متناول اليد، مع ذلك، في شكل فاعل خير من شنغهاي. كان فاعل الخير، وهو مواطن من مدينة فوتشو، مصممًا على منع تدمير هذه الأجزاء المهمة من التاريخ الصيني. لقد وضع خطة جريئة لنقل 50 فيلا من أسرة مينغ وتشينغ وعشرة آلاف من الأشجار في نهاية المطاف إلى شنغهاي.
كانت الخطة ضخمة وخطيرة في بعض الأحيان لكن المثابرة سادت. عندما بدأت الأشجار في الازدهار في منزلهم الجديد، تم منح الفيلات التي تعود إلى قرون حياة جديدة حيث تم إعادة تجميعها بعناية، من الطوب إلى الطوب القديم. في عام 2009، بدأ أمان التعاون في مشروع ترميم حساس، وتم تأمين مستقبل هذه الأعاجيب التاريخية.
بعد عقد من الزمان، فتحت أمانيانغيون أبوابها. تحدد غابة الكافور نغمة ملاذًا سلميًا واستبطانيًا، حيث يتعايش القديم والجديد والطبيعي ومن صنع الإنسان في وئام تام. تم الحفاظ على قطعة بارزة من ماضي الصين لأجيال قادمة، وأصبحت أمانيانغيون جزء حي من ذلك التاريخ.